# اوفلیا (فیلم)
اوفلیا (انگلیسی: Ophelia) فیلمی درام به کارگردانی کلود شابرول است که در سال ۱۹۶۳ منتشر شد.

## بازیگران
- آلیدا والی
- ژولیت مانیل
- دومینیک زاردی
- پیر ورنیه